# Fundação Brasileira de Tecnologia da Soldagem
A Fundação Brasileira de Tecnologia da Soldagem (FBTS) é uma empresa fundada em 1982 por Orfila Lima dos Santos com o intuito de se tornar um centro de excelência em tecnologia de soldagem. De início, seu principal cliente era a Petrobrás, mas com o passar do tempo a fundação ampliou sua atuação, efetuando convênios com várias universidades com cursos de engenharia, como a Escola Politécnica da USP, e o SENAI.
Entre suas atribuições estão:
- capacitação e treinamento de pessoal
- desenvolvimento de cultura e pesquisa
- certificação de pessoal,[6] de processos e produtos de soldagem e geração de normas técnicas
- disseminação de informações tecnológicas

## Ligações Externas
- Site oficial da empresa
- Inmetro: Organismos Acreditados